# Eberswalde (cratera)

Eberswalde (THEMIS)

Eberswalde, anteriormente conhecida como Holden NE, é uma cratera de impacto parcialmente encoberta em Margaritifer Terra, Marte. A cratera Eberswalde fica logo a norte da cratera Holden, uma vasta cratera que pode ter sido um lago. A cratera de 65,3 km de diâmetro, localizada a 24°S, 33°W, recebeu o nome de uma cidade alemã do mesmo nome, de acordo com as regras da União Astronômica Internacional para a nomenclatura planetária. Essa cratera é um sítio proposto para exploração pelo futuro veículo explorador marciano Mars Science Laboratory.
Formações geológicas na cratera providem forte evidência para a antiga existência de água corrente em Marte.

## Mars Science Laboratory
Vários sítios no quadrângulo de Margaritifer Sinus tem sido propostos como locais para o envio do próximo veículo explorador de Marte, o Mars Science Laboratory.  A cratera de Eberswalde é uma dos quatro locais favoritos. A cratera Eberswalde contém um delta.
O objetivo da Mars Science Laboratory é procurar por antigos vestígios de vida. Espera-se que uma missão posterior poderia então retornar amostras de sítios identificados como locais onde haveria prováveis remanescentes de vida. Para aterrissar a sonda com segurança, um círculo plano e de superfície suave medindo 19,4 km de largura seria necessário. Geólogos esperam poder examinar locais onde a água formara lagoas.  Nesses locais seria possível examinar camadas sedimentares.
A MRO descobriu minerais argilosos de ferro/magnésio nessa cratera. Esse tipo de mineral requer água em seu processo de formação.

## Delta do Eberswalde
A cratera contém um delta fossilizado e exumado que foi formado pelo fluxo de um líquido, mais provavelmente água. A série de vales que fluem rumo ao delta drena uma área de aproximadamente 4000 km². A área superficial desse delta é 115 km², medindo 13 km por 11 km. O delta foi descoberto por Michael Malin e Kenneth Edgett do Malin Space Science Systems através da captura de imagens da Mars Global Surveyor em 2003.
O delta também provém evidência incontestável de que algumas das rochas sedimentares marcianas foram depositadas em um líquido. Os meandros do canal fornecem evidência para apoiar essa teoria. Sedimentos adicionais foram depositados na superfície do delta, acabando por enterra-lo. Os depósitos nos canais formaram rochas sedimentares. À medida que os sedimentos mais leves foram sendo erodidos, o delta foi exumado, porém invertido.
Baseado em estimativas de Moore et al. em 2003 do volume do fluxo para a cratera seria de  700 m3/s, estima-se que levaria 20 anos para encher completamente a cratera, ignorando a evaporação e a infiltração. No entanto, isso é improvável porque se especula que o delta não formara  um lago permanente, mas uma série de episódios lacustrinos no decorrer dos anos. Isso sugere que o clima marciano na época Noachiana de formação se caracterizou por uma série de intervalos úmidos curtos, em lugar de um clima úmido perene.